# Right Now (NewJeans의 노래)
Right Now는 대한민국의 걸 그룹 NewJeans의 일본 데뷔 싱글 앨범인 "Supernatural"에 수록된 곡이다. 이 곡은 2024년 6월 21일에 "Supernatural"의 B-사이드 트랙으로 발매되었다. 2024년 5월 9일, 롯데웰푸드 제로 브랜드 광고에 삽입되며 음원 일부가 선공개되었고, 6월 17일에는 뮤직 비디오가 선공개되었다. 이 뮤직 비디오는 일본의 현대 미술가 무라카미 다카시와의 협업으로 제작되었으며, 파워퍼프걸 캐릭터와 뉴진스 캐릭터가 혼합된 독특한 비주얼이 특징이다.